# Катав-Ивановское землетрясение
5 сентября 2018 года в 03:58:19 YEKT (01:58:19 MSK; 4 сентября 2018 года в 22:58:19 UTC) на территории Челябинской области произошло землетрясение магнитудой Mw 5,0, эпицентр которого находился в районе города Катав-Ивановска. За событием последовало множество афтершоков. Подземные толчки ощущались в ряде населённых пунктов области, а также в соседних субъектах страны. Землетрясение стало одним из самых сильных зарегистрированных на территории Урала и наиболее ощутимым в России в 2018 году, приведя к повреждениям жилых домов и инфраструктуры в близлежащих населённых пунктах. Сведений о пострадавших не поступало. Эпизод вызвал интерес со стороны сейсмологов, поскольку Урал традиционно считается регионом с низкой сейсмической активностью. Другой особенностью стала интенсивная серия афтершоков, ранее не фиксировавшаяся в этом районе.

## Тектоническая обстановка
Уральские горы начали формироваться около 30 миллионов лет назад на месте более древней горной системы, возникшей в палеозойскую эру (250—300 миллионов лет назад) в результате взаимодействия Восточно-Европейской платформы и Западно-Сибирской плиты. В последующие эпохи горы были разрушены вследствие процессов выветривания. Несмотря на то, что современный Уральский хребет продолжает испытывать тектонические изменения, уровень сейсмической активности здесь остаётся низким:82. Землетрясения в регионе редки и, как правило, имеют магнитуду от 3 до 6. В период с XVIII по XXI столетие, за который существуют достаточно подробные данные сейсмических наблюдений, на Урале зарегистрировано около 50 землетрясений масштаба, подобного событию 5 сентября 2018 года. Прогнозировать их возникновение крайне сложно. Незначительные толчки магнитудой до 3 происходят регулярно — например, ежегодно в одной только Свердловской области их фиксируется до пяти. Бо́льшая часть эпицентров сосредоточена в пределах Средне-Уральского и Кировско-Кажимского сейсмодоменов. Обычно сейсмические события проявляются как одиночные толчки без афтершоков:27. Уральские землетрясения в некоторой степени коррелируют с техногенной составляющей (оползни, связанные с горными работами, подземные гидравлические удары и взрывы с колебаниями грунта), но значительное их количество имеет тектоническую природу:436.
Конкретно Южный Урал также характеризуется низкой сейсмической активностью:7. По данным Incorporated Research Institutions for Seismology, в 1990—2018 годах в субрегионе зафиксировано 54 землетрясения, из которых только пять достигли магнитуды выше 4:23. Согласно Комплекту карт ОСР-97 территории Российской Федерации, период повторяемости землетрясений с интенсивностью шесть баллов здесь равен 5000 лет. Однако сейсмический потенциал этой территории может быть недооценён. Причинами этому, вероятно, служат недостаточно развитая сейсмическая сеть, не позволяющая фиксировать многие слабые толчки; недостаток первичной информации о макросейсмических проявлениях; отсутствие основы для глубокого анализа ощутимых сейсмических событий, которые в этом районе имеют слабую интенсивность и происходят редко; нехватка данных о механизмах очагов, что не позволяет с точностью установить сейсмоактивные структуры в регионе, имеющем сложное геологическое строение:7.
Катав-Ивановское землетрясение вошло в тройку сильнейших (MS ≥ 5,0) за всю историю сейсмических наблюдений на Урале:8. Два других произошли в мае 1798 года (на реке Чусовой, около нынешнего села Кын в Лысьвенском муниципальном округе Пермского края; данные о разрушениях и пострадавших отсутствуют) и 17 августа 1914 года (близ нынешнего посёлка Билимбай и деревни Трёка в муниципальном округе Первоуральск Свердловской области; жертв и серьёзных разрушений не причинило). Таким образом, период повторяемости землетрясений с MS 5,0—5,5 на Урале можно оценить в 110 лет. В 2018 году очаг находился далеко от событий 1798 и 1914 годов, из-за чего эти три эпизода нельзя отнести к одной и той же зоне возникновения очагов:8.
Катав-Ивановское землетрясение произошло в зоне сочленения Башкирского мегантиклинория, сложенного рифейскими образованиями, и Предуральского краевого прогиба, представленного флишево-молассовыми комплексами среднего карбона—перми. Структура мегантиклинория осложнена Каратауским блоком и Сулеймановской антиклиналью, разделяющими три впадины Предуральского прогиба: Юрюзано-Сылвинскую, Симскую и Бельскую. Рифейские комплексы подверглись значительной деформации как в пределах Башкирского мегантиклинория, так и в районе Каратауского выступа, тогда как Сулеймановская антиклиналь менее деформирована. Оба выступа образуют единый тектонический блок, вытесненный на север и имеющий форму тупого клина, ограниченного Ашинским левым сдвигом на западе, Первомайской зоной транспрессии на востоке и Каратауским надвигом на севере. Эпицентр располагался в довольно узкой Катавско-Юрюзанской зоне, которая ограничена крупными Сулеинским и Бакало-Саткинским разрывами восток-северо-восточного простирания. Параллельно этой зоне к югу проходит гипотетическая граница форланда тиманид. По всей зоне происходят правосторонние смещения, что подчёркивает складчатая структура рифейских комплексов:24.
Ранее землетрясения близ Катав-Ивановска фиксировались 7 июля 2004 года (два толчка; магнитуды 2,1 и 2,8) и 2 октября 2006 года (два толчка; оба — около 1,9). В 2018 году эпицентр находился близко к событиям 2004 и 2006 годов:27.

## Землетрясение
| Агентство                 | Время, UTC | Глубина     | Магнитуда                      |
| ------------------------- | ---------- | ----------- | ------------------------------ |
| EMSC                      | 22:58:19   | 10 кмf      | mb 5,4                         |
| GSRAS                     | 22:58:17   | 10 км       | mb 5,5; MS 4,8                 |
| IDC                       | 22:58:17   | 0 кмf       | mb 5,0±0,1; ML 4,9±0,2; MS 4,5 |
| ISC                       | 22:58:19   | 10,9±2,3 км | mb 5,4±0,1; MS 4,8±0,3         |
| MIRAS                     | 22:58:19   | 10 км       | ML 5,4±0,2; КР 12,9            |
| NEIC                      | 22:58:19   | 10,0±1,7 км | mb 5,5; mww 5,0±0,1            |
| NNC                       | 22:58:24   | 0 км        | mb 5,8; mpv 5,6; КР 13,4       |
| f — фиксированная глубина |            |             |                                |

Катав-Ивановское землетрясение произошло 5 сентября 2018 года в 03:58:19 по местному времени (01:58:19 по московскому времени; 4 сентября 2018 года в 22:58:19 по Всемирному координированному времени) в районе города Катав-Ивановска Челябинской области России:323. Оно имело магнитуду Mw 5,0 (ML 5,4, mb 5,5, MS 4,8) и макросейсмический эффект I0 6,4±0,3 балла по шкале сейсмической интенсивности 2017 года (ШСИ-2017):323. Интенсивность по шкале Меркалли — VI. Это сильнейшее зарегистрированное землетрясение на Урале за время инструментальных наблюдений (более 100 лет на момент описываемых событий):323:231:56:55. Среди землетрясений в России в 2018 году оно имело наибольшую макросейсмическую интенсивность:323.

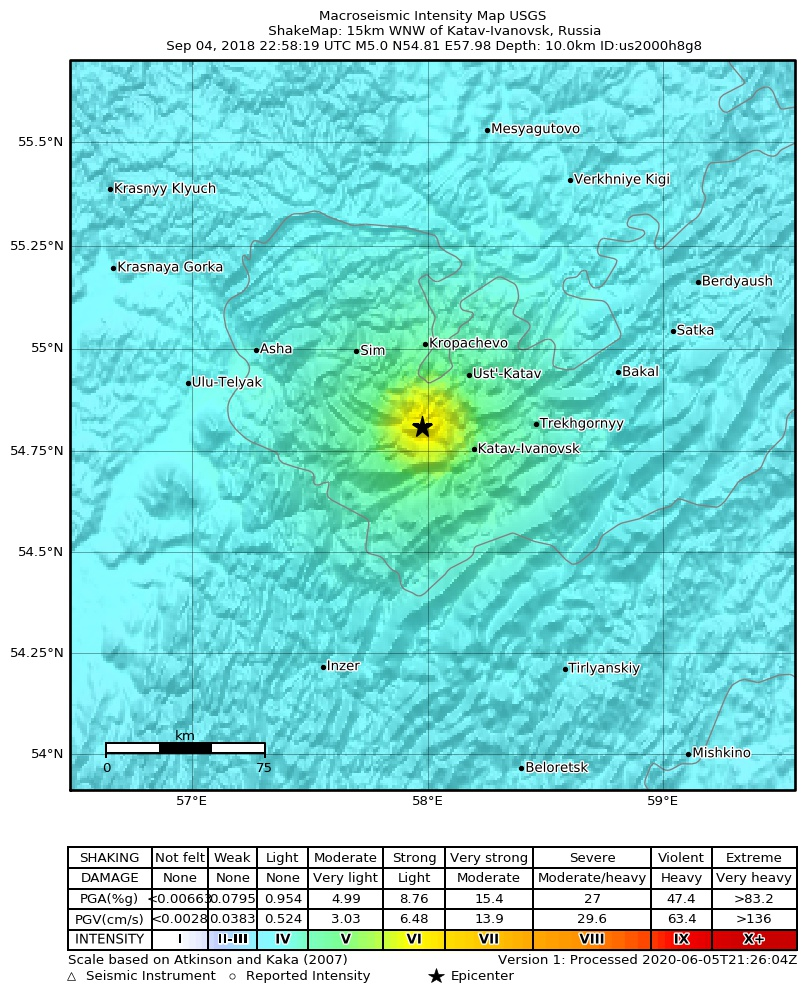
Карта землетрясения, составленная Геологической службой США

По утверждению Геофизической службы РАН, эпицентр находился в точке 54°34′48″ с. ш. 57°46′48″ в. д.; Геологическая служба США рассчитала координаты 54°47′06″ с. ш. 57°58′05″ в. д.; Европейско-Средиземноморский сейсмологический центр указал 54°44′24″ с. ш. 58°06′36″ в. д.. Расхождения в определении эпицентра достигают 25—30 километров. Одновременно с этим все службы оценили глубину гипоцентра в 10 километров (малоглубинное землетрясение):288—289.
Механизм очага землетрясения аналогичным образом оценивается по-разному, однако все модели указывают на преобладание напряжений сжатия с северо-западным простиранием и субгоризонтальным залеганием. По данным Геофизической службы РАН, землетрясение произошло под действием напряжений сжатия (азимут 154°) и растяжения (азимут 243°), вызвав правосторонний сдвиг по одной нодальной плоскости (NP1) и левосторонний по другой (NP2). Геологическая служба США предполагает преобладание сжатия (азимут 137°) с правосторонним (NP1, азимут 264°) и левосторонним (NP2, азимут 247°) взбросо-сдвигами. Потсдамский центр имени Гельмгольца интерпретирует механизм как взбросовой с напряжениями сжатия (азимут 153°) и смещениями по NP1 (азимут 247°) и NP2 (азимут 60°):288—290.
Толчок был зарегистрирован всеми станциями Уральской региональной сейсмологической сети и более чем 600 станциями в разных частях планеты на телесейсмических расстояниях:324. Очаг, который, по данным Геологической службы США, находился в 15 километрах к западу-северо-западу от Катав-Ивановска, в этом городе вызвал самые сильные колебания (I0 6 баллов):1. Радиус зоны ощутимости составлял 200—300 километров:328. Значения в 5 баллов достигались в Усть-Катаве, Юрюзане, Симе; 4 балла — в Аше, Миньяре, Бакале, Сатке; 3-балльные колебания дошли до Уфы, Белорецка, Златоуста, Миасса:1. Наиболее отдалёнными населёнными пунктами, где землетрясение находилось в пределах человеческой восприимчивости (2—3 балла), стали Пермь, Екатеринбург, Челябинск, Магнитогорск, Стерлитамак, посёлки на границе Республик Башкортостан и Татарстан.

## Афтершоки
| Агентство                                      | Дата  | Время, UTC | Глубина | Магнитуда      |
| ---------------------------------------------- | ----- | ---------- | ------- | -------------- |
| EMSC                                           | 05.09 | 07:27:16   | 10 кмf  | mb 4,2         |
| EMSC                                           | 29.09 | 09:06:48   | 10 кмf  | mb 4,5         |
| EMSC                                           | 15.11 | 07:48:24   | 10 км   | mb 4,4         |
| GSRAS                                          | 05.09 | 07:27:15   | 10 кмf  | mb 4,7         |
| GSRAS                                          | 29.09 | 09:06:46   | 10 кмf  | mb 4,4         |
| GSRAS                                          | 15.11 | 07:48:22   | 10 кмf  | mb 4,4         |
| MI/GS                                          | 15.11 | 07:48:24   | 3,15 км | ML 4,2; mb 4,4 |
| MIRAS                                          | 05.09 | 07:27:20   | 10 кмf  | ML 3,8         |
| MIRAS                                          | 29.09 | 09:06:52   | 10 кмf  | ML 4,1         |
| NEIC                                           | 05.09 | 07:27:16   | 10 км   | mb 4,2         |
| NEIC                                           | 29.09 | 09:06:48   | 10 км   | mb 4,4         |
| NEIC                                           | 15.11 | 07:48:24   | 10 км   | mb 4,4         |
| f — фиксированная глубина; все даты — 2018 год |       |            |         |                |

Впервые для Урала за землетрясением последовал афтершоковый процесс, его активная стадия длилась более года:7:324. За один год наблюдений сейсмологи зарегистрировали 1200 повторных толчков:8. Первый афтершок с магнитудой ML 2,7 произошёл через 16 минут после основного землетрясения. За первые 12 часов случилось восемь афтершоков представительностью ML ≥ 2,7. Этого количества оказалось недостаточно для устойчивого расчёта параметров законов Омори — Утсу и Гутенберга — Рихтера. Учёными из Горного института Уральского отделения РАН принято решение на период сбора макросейсмических данных в эпицентральной зоне разместить временную локальную сеть из трёх автономных сейсмических станций в районе посёлков Бедярыш, Карауловка и Лемеза:127. Сеть начала функционировать через сутки после главного события. Первоначально она имела не вполне оптимальную конфигурацию по отношению к облаку афтершоков, так как ориентировалась на первые инструментальные данные об эпицентре. С 6 по 8 сентября станции зарегистрировали 59 афтершоков магнитудами до ML 3:127. 8 сентября две станции были отключены, работу продолжила одна, установленная в Бедярыше.
Афтершоки компактным роем сосредоточились в эпицентральной области основного толчка, но также отмечались на западе в виде двух полос на расстояние до 80 километров. Один из мощнейших произошёл 5 сентября в 12:27:20 (магнитуда ML 3,8; mb 4,6). Крупнейшим повторным толчком стало событие 29 сентября в 14:06:52 (ML 4,3; mb 4,7). Афтершок 15 ноября (ML 4,0; mb 4,5), который имел точно рассчитанные координаты гипоцентра по данным временной станции, использовался сейсмологами в качестве мастер-события для более точного расчёта местоположения эпицентра главного землетрясения:327. Для события 15 ноября впервые в истории наблюдений на Урале, и, возможно, на всей Восточно-Европейской платформе, получена запись сильных движений на расстоянии 5 километров от очага; необычно высокие пиковые ускорения грунта составили PGA 423 см/с². С 3 октября по 31 декабря зафиксировано 119 афтершоков магнитудами до ML 4,2:129.
По состоянию на апрель 2019 года работа одной временной сейсмической станции продолжалась. Активный афтершоковый процесс прекратился к августу того же года, и станция была снята. Отдельные толчки в эпицентральной зоне Катав-Ивановского землетрясения происходили в дальнейшем: в 2020—2021 годах их зарегистрировано шесть (ML 1—3,5):324, 326, 335.

## Последствия
Погибших и раненых в результате землетрясения не было. Самые сильные колебания (до I0 6 баллов) зафиксированы в радиусе 30 километров от очага; в этой зоне (Бедярыш, Верх-Катавка, Карауловка, Катав-Ивановск, Кропачёво, Лемеза, Орловка, Серпиевка, Усть-Катав и Юрюзань) местные жители просыпались, испытывали сильный испуг, иногда выбегали на улицу. Наибольший ущерб землетрясение причинило городу Катав-Ивановску и посёлку Орловка — населённым пунктам, которые находились ближе всего к эпицентру:14:60. В Катав-Ивановском районе Челябинской области введён режим чрезвычайной ситуации, который был снят 6 сентября. В экстренные службы поступило 627 обращений от жителей Катав-Ивановского и Ашинского районов и Усть-Катавского городского округа. СМИ сообщали о проблемах в обработке звонков на номер 112 в Уфе.
В школах Катав-Ивановского района были отменены занятия, родителей попросили забрать детей из детских садов. Главное управление МЧС России по Челябинской области организовало оперативный штаб. В Катав-Ивановском и Ашинском районах и Усть-Катавском городском округе начали работу 17 групп по проверке целостности социально-значимых объектов, инфраструктуры и жилых домов. Задействованы 97 человек и 23 единицы техники, в том числе 51 человек и 17 единиц техники МЧС, а также сотрудники и техника полиции, администраций, энергослужбы.

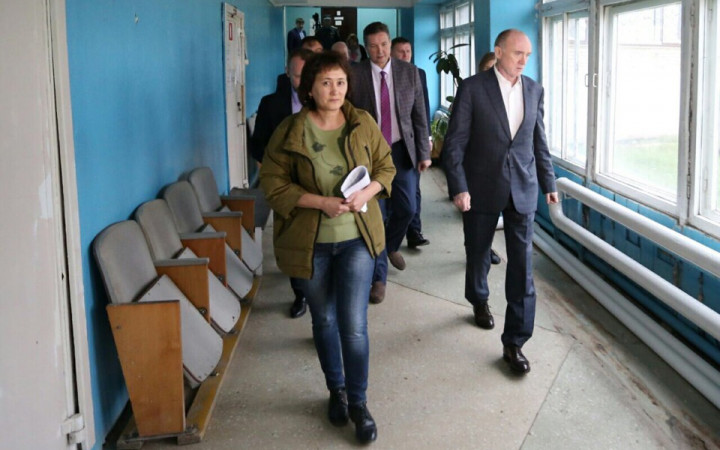
Губернатор Челябинской области Борис Дубровский (справа) осматривает Катав-Ивановскую районную больницу после землетрясения

В Катав-Ивановске (шесть километров от эпицентра) отмечены многочисленные повреждения зданий. В общей сложности в администрацию города поступило 495 обращений о случаях ущерба на общую сумму порядка 5 миллионов рублей:330. Согласно министру общественной безопасности Челябинской области Евгению Савченко, на октябрь 2018 года урон 22 социальным объектам установлен в размере 32,8 миллиона рублей, пострадали 454 частных жилых дома. Больше всего повреждений получила Катав-Ивановская районная больница:331: в здании отмечены многочисленные отколы крупных участков штукатурки, осыпалась побелка, появились сквозные трещины во внутренних перегородках, трещины в межэтажных перекрытиях, а также массовые отколы кафельной плитки со стен и секущие трещины в наружных несущих стенах с первого по третий этаж:331. Из учреждения эвакуированы 72 пациента. На сентябрь 2018 года восстановление больницы оценивалось в 11 миллионов рублей. В дальнейшем здание признано аварийным, произведён капитальный ремонт:331. Приостановлена работа нескольких предприятий, от занятий освободили студентов индустриального техникума, в здании которого были обнаружены трещины. Ущерб частным домам включал повреждения внутренней отделки помещений, реже — трещины в фундаменте, развалившиеся печи и кирпичные трубы:14. 5 сентября губернатор Челябинской области Борис Дубровский посетил Катав-Ивановск и осмотрел последствия землетрясения.
В посёлке Орловка (13 километров от эпицентра) сообщалось о повреждениях печей и дымоходов, обваливании печных труб на некоторых домах, ущербе отдельным жилым строениям, выражающемся в появлении трещин, отколах крупных кусков штукатурки. В посёлке Лемеза (21 километр от эпицентра) и селе Бедярыш (29 километров) в отдельных домах появились микротрещины в стенах. Повреждения в других населённых пунктах не отмечались:332—333.
Как сообщила «Аско-страхование», сумма страховых выплат для физических лиц составила до 255 тысяч рублей, для юридических — до 314 тысяч рублей.
Через 20 дней после землетрясения было обнаружено примечательное макросейсмическое проявление — оползень на склоне горы Песчаная непосредственно над очагом. 25 сентября местные жители заметили движение вязкого обводнённого грунта, который вместе с деревьями медленно сползал вниз по склону с уклоном 6°. В наиболее интенсивной фазе грязевой поток шириной 10—30 метров двигался со скоростью около 1 м/с. После остановки оползня его протяжённость была оценена с помощью квадрокоптера и составила порядка 500 метров. Исследования Института Геофизики УрО РАН установили, что общее смещение оползня по склону достигло 780 метров при средней глубине рва 3 метра. Объём вынесенного грунта составил около 162 тысяч кубических метров, масса перемещённой породы — приблизительно 320 тысяч тонн. По классификации оползень относится к крупным. Его образование связывают с разжижением грунта и изменением гидрогеологического режима подземных вод вследствие сейсмических воздействий. Согласно классификации ШСИ-2017, наличие такого оползня подтверждает интенсивность сотрясений в эпицентре не менее 6 баллов:329.

При обработке учёными макросейсмических данных впервые была применена новая шкала ШСИ-2017. Специалисты Горного института УрО РАН и Геофизической службы РАН с 5 по 8 сентября провели в эпицентральной зоне опрос местных жителей и визуальное изучение ущерба. Они обследовали 18 населённых пунктов. Из-за обширности территории, затронутой сотрясениями, сейсмологи также опирались на данные от пользователей социальных сетей, выполнили рассылку в администрации местных органов власти. Дистанционно они получили сведения из ещё 35 населённых пунктов:328—329. 30 июля 2020 года в селе Верх-Катавка (в 20 километрах на юго-восток от эпицентра землетрясения 2018 года) открыта стационарная сейсмическая станция «Катав-Ивановск».

Катав-Ивановское землетрясение 2018 года
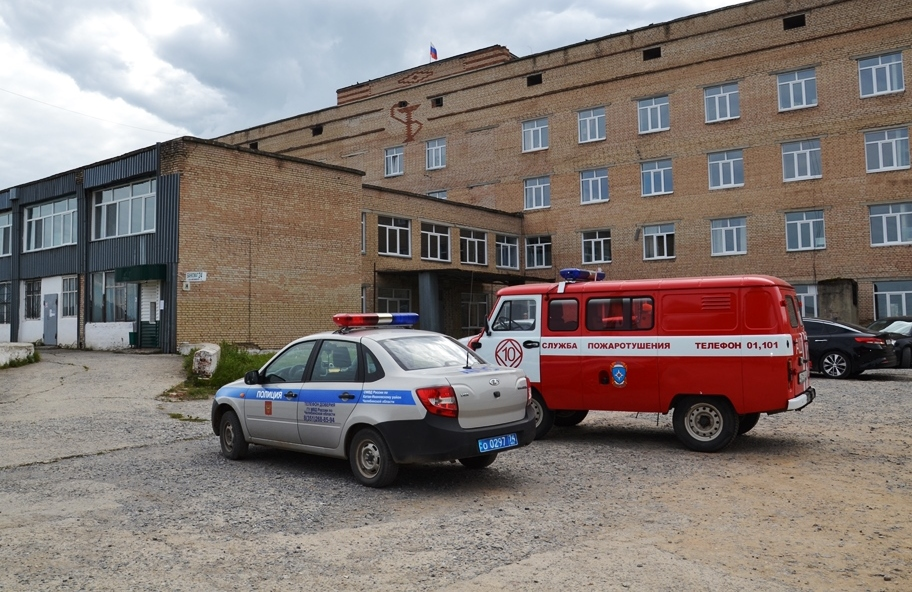
Автомобили аварийно-спасательных служб возле Катав-Ивановской районной больницы
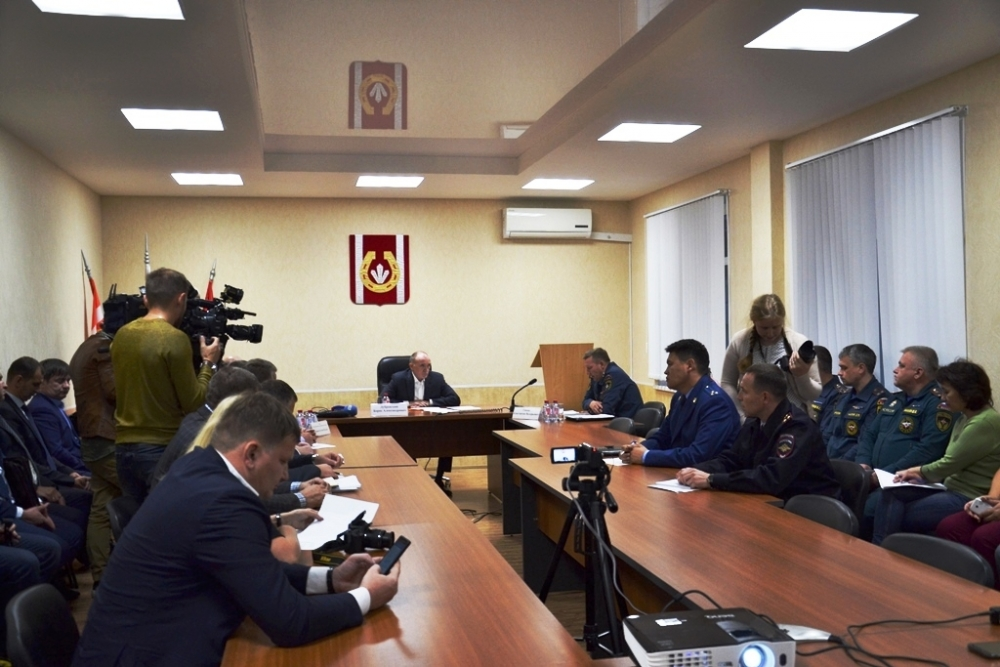
Заседание Комиссии по чрезвычайным ситуациям под руководством губернатора Челябинской области Бориса Дубровского
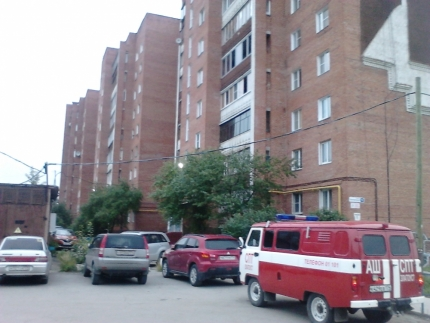
Пожарный автомобиль возле одного из жилых домов Катав-Ивановска
- Землетрясение в ЗАТО Трёхгорный
- Землетрясение в Катав-Ивановске